# Dinocryptus femoratus
Dinocryptus femoratus là một loài tò vò trong họ Ichneumonidae.